# Landsverk L-120
Ландсверк Л-120 (швед. Landsverk L-120) или Стридсвагн Л-120 (швед. Stridsvagn L-120 (Landsverk 120), stridsvagn — танк) — шведский лёгкий танк. Разработан компанией «Ландсверк» (швед. «Landsverk») в 1936 году. В 1937 году изготовлен один прототип. На вооружение не принят.

## История создания
В 1936 году компания «Ландсверк» (швед. «Landsverk») получила заказ от шведской армии на производство одного опытного танка и одного опытного шасси L-120, которые должны были быть переданы армии для испытаний в феврале 1937 года. Компания смогла выполнить заказ шведских военных лишь в мае 1937 года, и первые полевые испытания танка и шасси смогли начаться лишь в июле-августе 1937 года.
В том же 1937 году L-120 привлёк внимание норвежских военных, и для нужд норвежской кавалерии было заказано одно шасси. В Норвегии на него установили корпус из железных листов и башню с 7,92 мм пулемётом М/29. Танк показали по всей Норвегии и он получил имя собственное — «Национальный танк» (букмол «Rikstanken»). Другими популярными именами танка были «Королевский танк» (букмол «Kongstanken») и «Норвежский танк» (букмол «Norgestanken»).

## Машины на базе L-120
- Rikstanken

норвежский лёгкий танк, построенный на шасси L-120, в 1937 году в одном экземпляре, для нужд норвежской кавалерии. Первый танк произведённый в Норвегии.
- Pvlvv fm/42

Проект ПТ-САУ 1939 года, сделанный для нужд шведской армии. На вооружение принята не была. Был построен один прототип.

## Описание конструкции
L-120 имел отделение управления в лобовой, боевое отделение — в средней и моторно-трансмиссионное отделение — в кормовой части машины. Штатный экипаж L-120 состоял из двух человек: командира машины-наводчика-оператора и механика водителя.